# ボルゲット・ロディジャーノ
ボルゲット・ロディジャーノ（伊: Borghetto Lodigiano）は、イタリア共和国ロンバルディア州ローディ県にある、人口約4,300人の基礎自治体（コムーネ）。

## 地理

### 位置・広がり

#### 隣接コムーネ
隣接するコムーネは以下の通り。括弧内のMIはミラノ県所属を示す。
- ブレンビオ
- グラッフィニャーナ
- リヴラーガ
- オッサーゴ・ロディジャーノ
- サン・コロンバーノ・アル・ランブロ (MI)
- ヴィッラノーヴァ・デル・シッラロ

### 気候分類・地震分類
気候分類では、zona E, 2578 GGに分類される。
また、イタリアの地震リスク階級 (it) では、zona 3 (sismicità bassa) に分類される。

## 行政

### 分離集落
ボルゲット・ロディジャーノには、以下の分離集落（フラツィオーネ）がある。
- Barazzina, Casoni, Fornaci, Panigada, Pantiara, Propio, Vigarolo, Monteguzzo